# Telefonkette
Als Telefonkette bezeichnet man einen organisatorischen Zusammenschluss per Telefon. Dabei ruft ein Teilnehmer nach einer zuvor vereinbarten Reihenfolge jeweils einen oder mehrere weitere an, so dass mit geringem Aufwand des Einzelnen eine große Menge an Teilnehmern erreicht werden kann. So können kurzfristige Informationen schnell verbreitet werden.
Als Grundlage dient meist eine entsprechende Telefonnummernliste, z. B. in Form eines persönlichen Adressbuchs.
Zwischen den Teilnehmern einer Kette ist meist auch vereinbart, was im Falle der Nichterreichbarkeit eines einzelnen Teilnehmers zu unternehmen ist (z. B. Anruf des übernächsten Teilnehmers, Notruf etc.)

## Anwendungsbeispiele
Telefonketten dienen auch der allgemeinen Kontaktaufnahme z. B. unter allein lebenden Menschen. Unter älteren Menschen gibt es Telefonketten, bei denen die Teilnehmer mit regelmäßigen Anrufen überprüfen, ob alle wohlauf sind.
Telefonketten werden z. B. auch von der Elternschaft von Schulklassen verwendet, etwa zur Informationsweitergabe bei Klassenfahrten oder Unterrichtsausfall (in diesem Kontext in der Schweiz als Klassenalarm bezeichnet).
Eine wichtige Form der Telefonkette ist die Alarmierungskette, in der festgelegt ist, wer im Falle eines Alarms in welcher Reihenfolge durch wen zu unterrichten ist.